# Mannheimer Journal
Das Mannheimer Journal war eine vom Katholischen Bürgerhospital in Mannheim verlegte und gedruckte Tageszeitung, die von 1837 bis 1887 erschien. Sie ging aus den seit 1819 erschienenen Mannheimer Tageblättern hervor, welche wiederum auf das seit 1790 erschienene Mannheimer Intelligenzblatt zurückgingen. Im Jahr 1887 wurde das Mannheimer Journal mit dem General-Anzeiger zusammengeführt. Mitte 1845 bis Ende 1846, d. h. in der Endphase des Vormärz, war der freiheitlich denkende Gustav Struve Redakteur. Unter seiner Redaktion sah sich das Mannheimer Journal stark den Eingriffen staatlicher Zensur in Person des Großherzoglich Badischen Regierungsrats von Uria-Sarachaga ausgesetzt.